# Jean-Antoine Romagnesi
Pour les articles homonymes, voir Romagnesi.
Jean-Antoine Romagnesi, né à Namur le 15 avril 1693 et mort à Fontainebleau le 11 mai 1742, est un acteur et auteur dramatique français.

## Biographie
Fils de comédiens d’origine italienne, Romagnesi parut à Paris sur le théâtre de la Foire, débuta sans succès à la Comédie-Française, puis joua près de vingt ans au Théâtre-Italien, et réussit surtout dans les rôles de Suisse, d’Allemand et d’ivrogne.
Il a beaucoup écrit, seul ou en collaboration, notamment des parodies, bouffonneries et arlequinades.
Quelques-unes de ses Œuvres ont été réunies (Paris, nouv. édit. 1772, 2 vol. in-8°).

## Source
- Gustave Vapereau, Dictionnaire universel des littératures, Paris, Hachette, 1876, p. 1755.